# Aomi

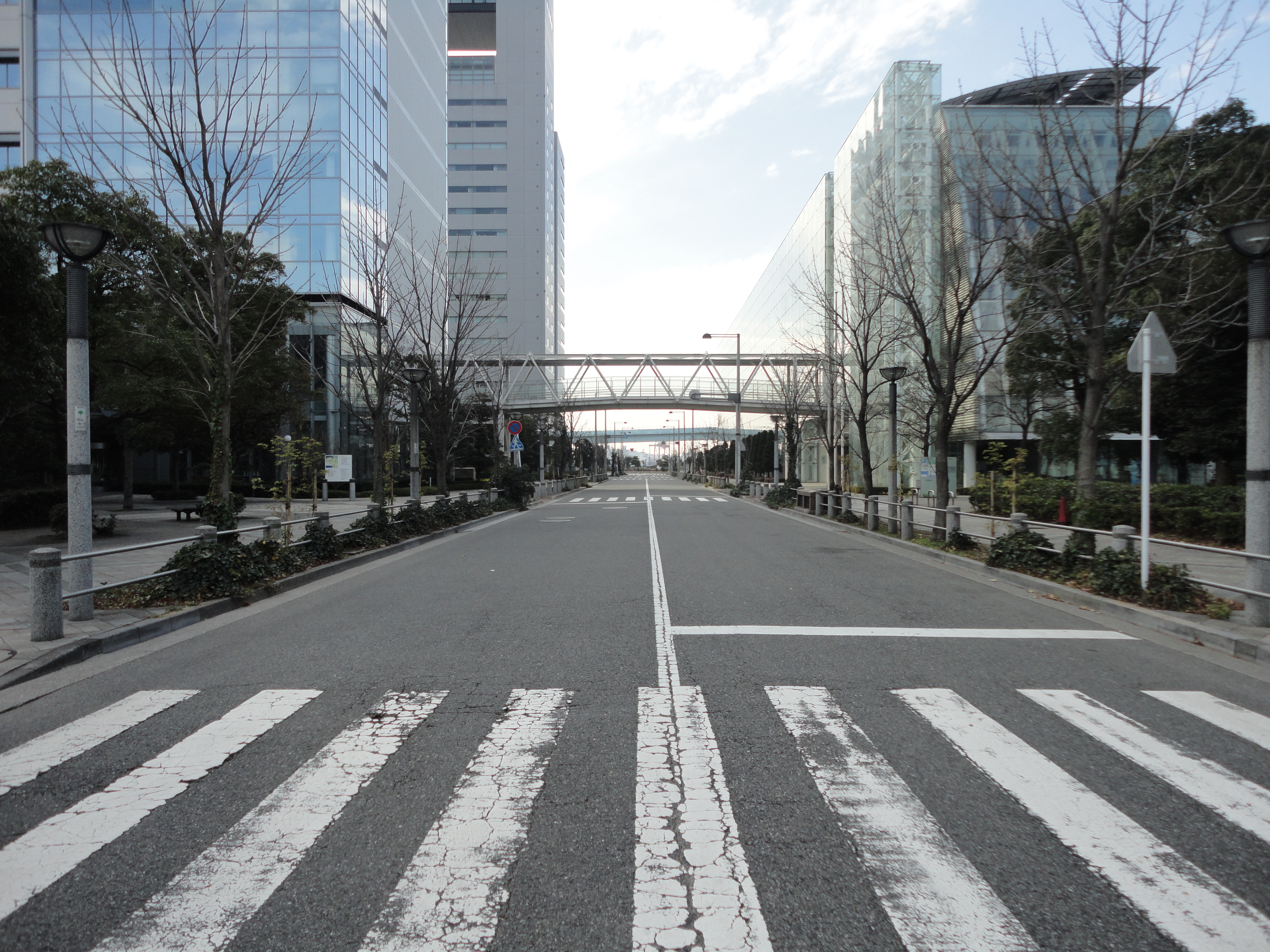
straat in Aomi

Aomi (kanji: 青海; hiragana: あおみ) is een stadsdeel in de Japanse hoofdstad Tokio dat bestuurlijk gezien deel uitmaakt van de wijk Koto. Het is een landaanwinning in de Baai van Tokio en omvat het zuidelijk deel van het eiland Odaiba. Samen met de rest van Odaiba en het nabijgelegen Ariake is Aomi vanaf de jaren 1990 ontwikkeld tot een nieuw stedelijk centrum in Tokio. De stedelijke ontwikkeling heeft vooral betrekking gehad op het noorden van Aomi; het zuiden bestaat voornamelijk uit haventerrein. De wijk telde in 2019 1.030 inwoners.
Aomi wordt ruimtelijk gekenmerkt door het Shinborupuromunadopark dat het stadsdeel met Odaiba in het noorden en Ariake in het oosten verbindt. In de wijk bevinden zich onder andere het wetenschapsmuseum Miraikan, een groot winkelcentrum met een reuzenrad en het Telecom Center met observatiedek. Daarnaast ligt de internationale cruiseterminal van Tokio die in 2020 geopend werd ten westen van Aomi. De wijk is middels de Rinkai-lijn en de Yurikamome aangesloten op het Tokiose openbaar vervoer.
Voor de Olympische Spelen in 2020 zal er een tijdelijke accommodatie in Aomi gebouwd worden waar het klimmen en 3x3-basketbaltoernooi plaatsvinden, de Aomi Urban Sports Venue.
Akasaka · Akihabara · Aomi · Aoyama · Ariake · Asagaya · Asakusa · Asakusabashi · Azabu · Daikanyama · Den-en-chōfu · Ebisu · Futako Tamagawa · Ginza · Gotanda · Hamamatsuchō · Harajuku · Hibiya · Hongō · Ichigaya · Iidabashi · Ikebukuro · Iwamotochō · Jiyūgaoka · Jinbōchō · Jūjō · Kabukichō · Kagurazaka · Kajichō · Kanda · Kasumigaseki · Kichijōji · Koishikawa · Kugayama · Kyōbashi · Kōenji · Kōjimachi · Marunouchi · Mita · Nagata · Nihonbashi · Nishi Shinjuku · Ochanomizu · Odaiba · Ogawamachi · Ōizumigakuenchō · Omori · Omotesandō · Otemachi · Roppongi · Ryogoku · Sanya · Sendagaya · Shiba · Shibaura · Shibuya · Shimo-Kitazawa · Shinbashi · Shinjuku · Shinjuku ni-chōme · Shiodome · Shirokane · Shirokanedai · Sugamo · Surugadai · Takadanobaba · Takanawa · Tamachi · Tateishi · Tatsumi · Toyosu · Tsuki no Misaki · Tsukiji · Tsukishima · Uchi-Kanda · Ueno · Wakasu · Yaesu · Yayoi · Yoga · Yotsuya · Yoyogi · Yūrakuchō